# Ardèche (reka)
Ardèche [ardéš] (okcitansko Ardecha) je 120 km dolga reka v vzhodni  Franciji, desni pritok Rone. Izvira v Centralnem masivu v bližini vasi Astet. V Rono se izliva pri kraju Pont-Saint-Esprit severozahodno od Orangea. Po njej je imenovan departma Ardèche (regija Rona-Alpe).
Dolina reke je zelo slikovita, zlasti 30 km dolga soteska z do 300 m visokimi apnenčastimi klifi. Znamenitost reke je tudi naravni most Pont d'Arc, ki se pne preko reke v dolžini 60 m. V njegovi bližini se nahaja tudi podzemna jama Chauvet, ki se ponaša z najstarejšimi doslej znanimi jamskimi slikami.

## Geografija

### Porečje
- Auzon
- Lignon
- Ligne
- Beaume
- Chassezac
  - Altier
  - Borne
- Drobie
- Fontaulière
- Claduègne
- Ibie
- Volane

### Departmaji in kraji
Reka Ardèche teče skozi naslednje departmaje in kraje:
- Ardèche: Vals-les-Bains, Aubenas, Vallon-Pont-d'Arc,
- Lozere
- Gard: Pont-Saint-Esprit.

## Naravni rezervat
Na območju soteske reke Ardèche je bil leta 1980 ustanovljen naravni rezervat, ki se razprostira na površini 1.575 hektarjev (občine Saint-Remèze, Labastide-de-Virac, Vallon-Pont-d'Arc, Bidon, Saint-Marcel-d'Ardèche, Saint-Martin-d'Ardèche, Aiguèze in Le Garn).